# Theresa Goell
Theresa Bathsheba Goell (17 de julio de 1901 - 18 de diciembre de 1985) fue una arqueóloga estadounidense, conocida sobre todo por dirigir excavaciones en Nemrud Dagh en el sureste de Turquía.
Viajó al Medio Oriente en la década de 1930, trabajando con arqueólogos en Jerusalén y Gerasa, antes de regresar a Nueva York. Volvió al Medio Oriente después de la Segunda Guerra Mundial y en 1947 visitó Nemrud Dagh por primera vez; las excavaciones allí se convertirían en el trabajo de su vida. Su trabajo en Turquía "abrió casi sin ayuda la antigua Comagene al mundo". 

## Biografía

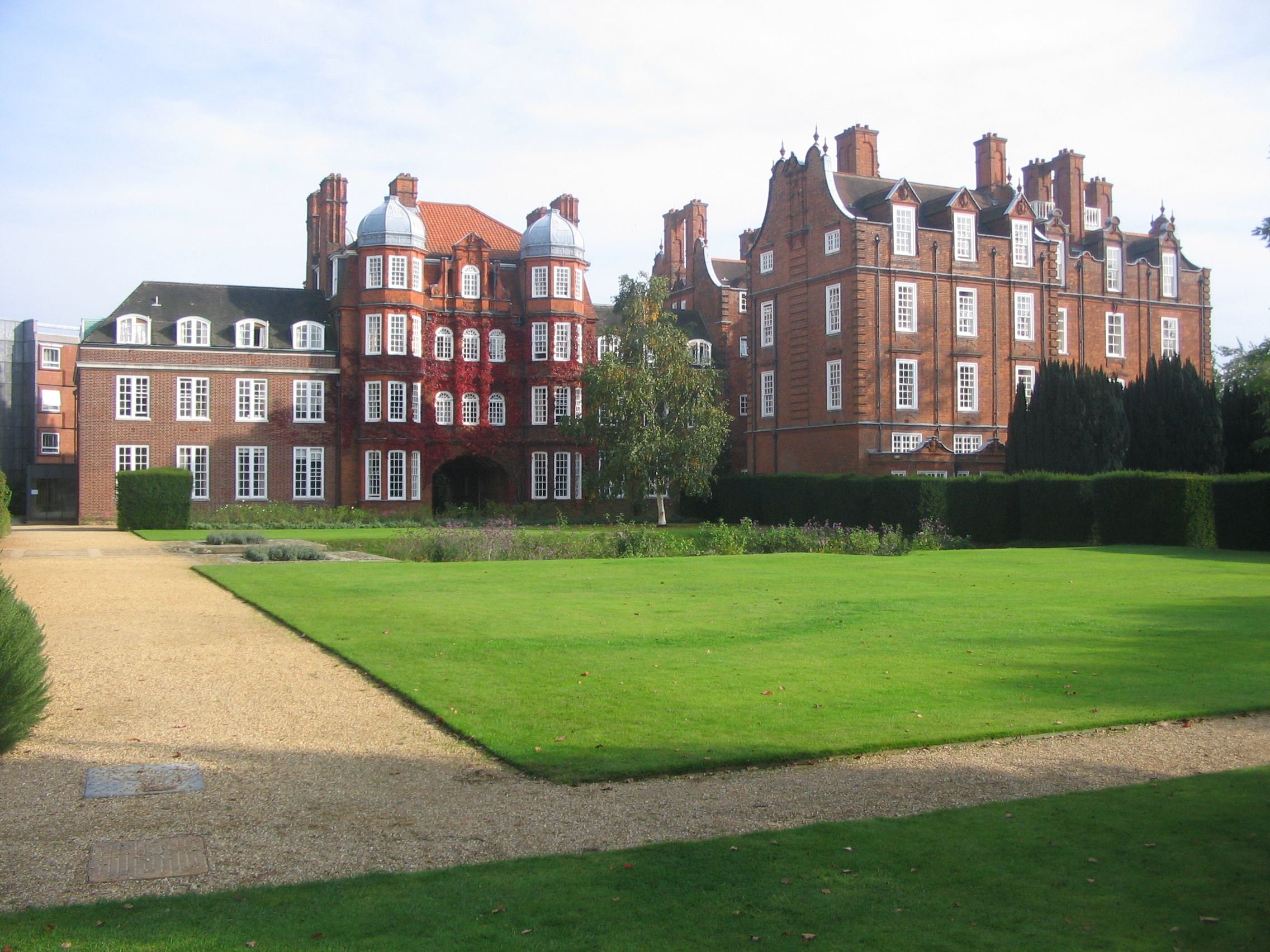
Universidad de Newnham, Cambridge

Theresa Goell nació en Nueva York, el 17 de julio de 1901.  Sus padres, Jacob y Mary Samowitz Goell, eran judíos de clase media  que habían emigrado a los EE. UU. desde Rusia. Goell fue el segundo de tres hijos;  su hermana, Eva, junto con su esposo Philip Godfrey, apoyarían financieramente la carrera de Goell,  mientras que su hermano, Kermit, trabajaba en las excavaciones con ella. 
Goell se crio en Brooklyn y estudió en la escuela secundaria Erasmus; después de graduarse, estudió durante dos años en la Universidad de Syracuse antes de trasladarse a Radcliffe College, donde obtuvo una licenciatura, con especialización en filosofía y ética social. Mientras estaba en Radcliffe, Goell conoció y se casó con Cyrus Levinthal.  Levinthal era el hermano del rabino de la familia Goell y el matrimonio había sido alentado por el padre de Goell. Mientras aún estudiaba en Radcliffe, Goell tuvo un hijo, Jay. También durante sus estudios comenzó a perder la audición debido a la otoesclerosis y aprendió a leer los labios en compensación.  
En 1926, Goell y su esposo se mudaron a Inglaterra y se matricularon en la Universidad de Cambridge; Goell estudió historia del arte, arquitectura y arqueología en Newnham College y obtuvo el equivalente a una licenciatura en arquitectura (no fue hasta 1948 que a las mujeres se les permitió convertirse en miembros de pleno derecho de la universidad y obtener títulos).

## Primeros trabajos
En 1932, Goell y Levinthal se habían divorciado. En la primavera de 1933, Goell fue a Jerusalén y comenzó a trabajar para las Escuelas Estadounidenses de Investigación Oriental (ASOR), dibujando cerámica para William F. Albright y Aage Schmidt, y haciendo dibujos generales para William Stinespring.   Continuó trabajando con ASOR en Jerusalén en 1934, asumiendo más trabajo de la expedición en Gerasa, incluido el trabajo en la reconstrucción de los hallazgos de la excavación. El trabajo de Goell en Palestina también incluyó la arquitectura contemporánea, y participó en el diseño de más de 200 edificios en ciudades como Tel Aviv, Haifa y Jerusalén.  Los diseños de Goell presentaban estilos modernistas que se asemejaban a las mansiones de Brooklyn.
En 1935, Goell regresó a Nueva York y comenzó a estudiar en la Escuela de Bellas Artes y Artes Aplicadas de la Universidad de Nueva York, creyendo que era necesario mejorar sus habilidades de dibujo para continuar su carrera en arqueología. Durante dos años no pudo obtener más trabajo en el campo y trabajó como diseñadora arquitectónica y de escaparates para una tienda por departamentos en Nueva York y Nueva Jersey. 
En 1938 se matriculó en el Instituto de Bellas Artes de la Universidad de Nueva York, estudiando una maestría con Karl Leo Heinrich Lehmann como su asesor. Su tesis iba a versar sobre la relación entre la escultura de Palmira y la escultura del Cercano Oriente romano.  Fue mientras estudiaba allí que Lehmann le sugirió por primera vez a Goell que debería explorar Nemrud Dagh, cuyas excavaciones se convertirían en el trabajo de su vida. Goell continuó estudiando en el Instituto de Bellas Artes y en Columbia hasta 1945. Durante la Segunda Guerra Mundial, también trabajó para contribuir al esfuerzo bélico estadounidense, trabajando como dibujante para varias empresas de ingeniería bajo contrato con la Marina de los EE. UU., lo que interrumpió sus estudios.

## Monte Nemrut

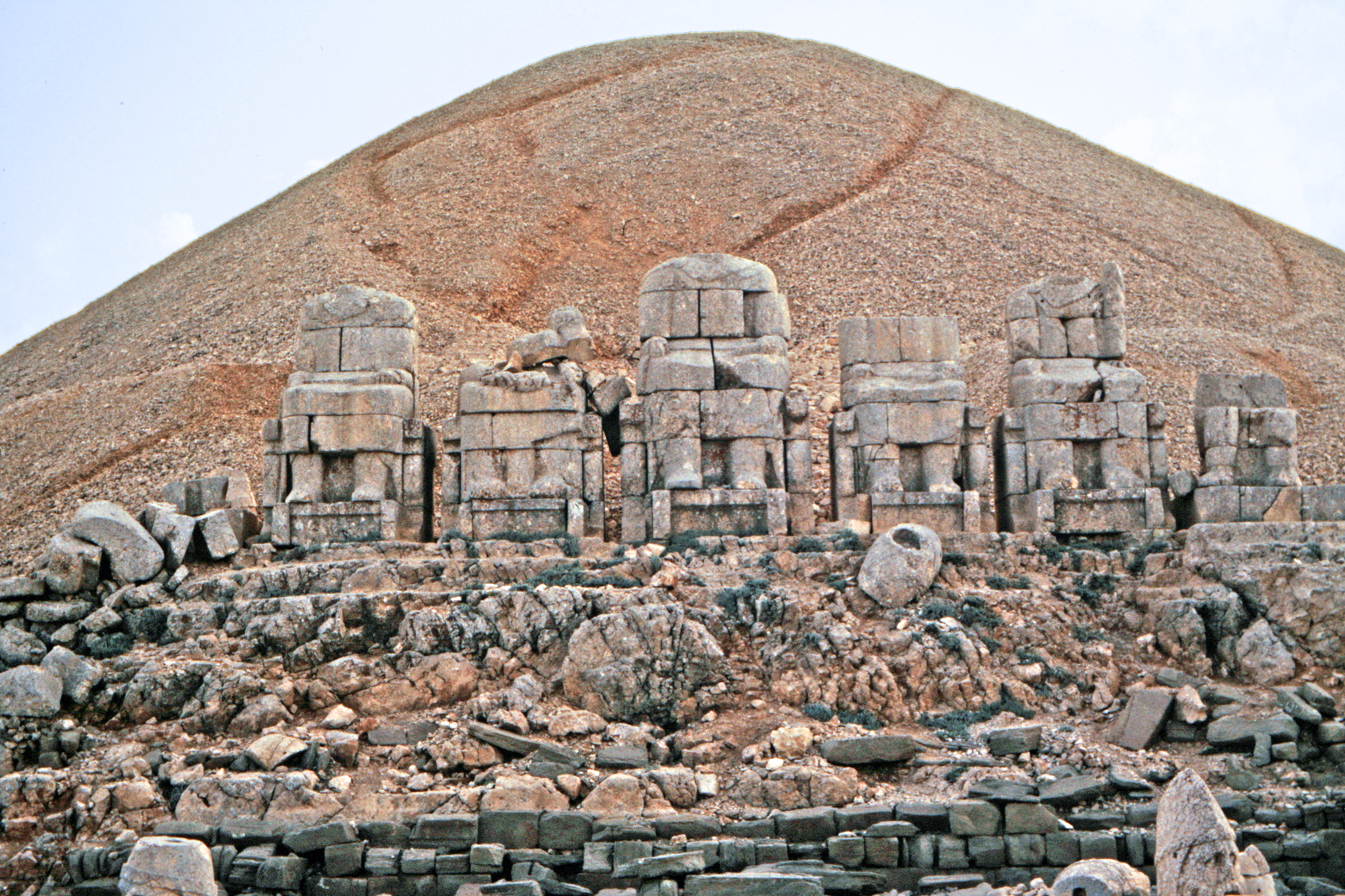
Nemrud Dagh, el sitio que se convirtió en el trabajo de toda la vida de Goell

Después de la guerra, Goell viajó a Tarso, en el sur de Turquía, invitado por Hetty Goldman; pasó los siguientes meses trabajando en las excavaciones allí. Continuó trabajando en las excavaciones en Tarsus hasta 1953 y, debido a la enfermedad de Goldman, terminó supervisando la excavación y supervisando la redacción de los resultados.

En el verano de 1947, cuando terminaron las excavaciones en Tarsus, Goell visitó monte Nemrut por primera vez.  Ella describió el estado del sitio en su primera visita como "un completo desastre".  En 1951, Goell regresó a Nemrud Dagh y comenzó a organizar una expedición allí, con la esperanza de poder encontrar y excavar la tumba de Antíoco I de Comagene. Descubrió que Friedrich Karl Dörner también estaba planeando una expedición allí y accedió a colaborar con él.  En 1952, comenzó a recaudar fondos y organizar un equipo para una expedición; la Sociedad Filosófica Estadounidense acordó patrocinar la excavación y la Fundación Bollingen otorgó una subvención de $ 2,000. Dörner y Goell acordaron que ella lideraría la excavación en la parte superior de Nemrud Dagh, con su ayuda como epigrafista; Dörner excavaría el asentamiento de Arsameia en los nymphaios al pie de la montaña, y Goell ayudaría.

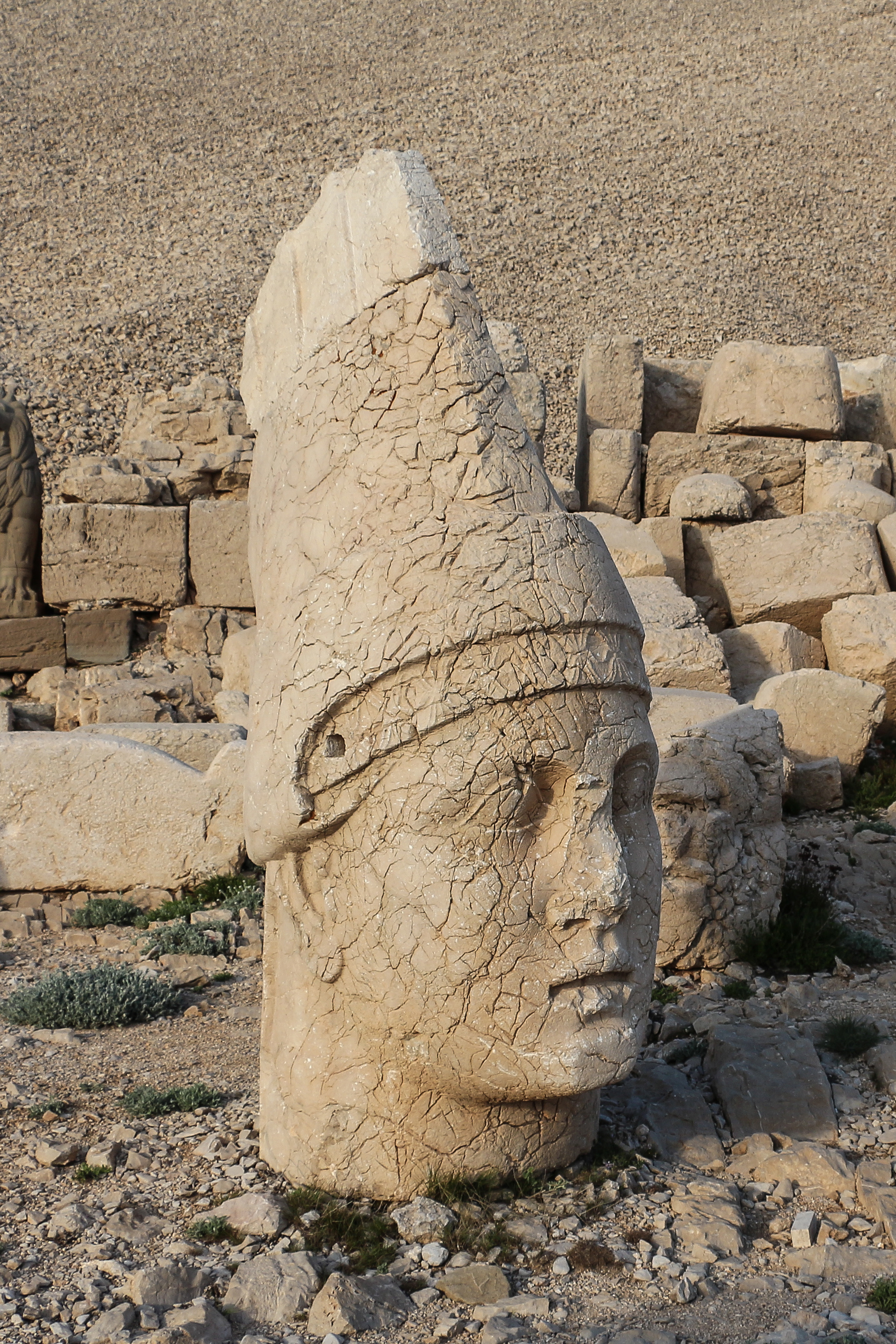
Cabeza de Antíoco I de Comagene de Nemrud Dagh. Goell nunca descubrió la tumba de Antíoco que esperaba encontrar en Nemrud Dagh.

1954 fue la primera temporada completa de las excavaciones de Goell en Nemrud Dagh.  Aunque se planeó que las excavaciones concluyeran en 1955, una subvención de $ 10,000 de la Fundación Bollingen y la perspectiva de más trabajo por hacer, persuadieron a Goell a planificar una temporada de 1956 en el sitio. Después de un año fuera del sitio, Goell regresó y las excavaciones se reanudaron en 1958, aunque el trabajo se vio obstaculizado por el mal tiempo.  Las excavaciones de Goell descubrieron las colosales cabezas de piedra por las que ahora es famoso monte Nemrut. 
En julio de 1960, Goell entregó un artículo sobre las excavaciones en Nemrud Dagh al Congreso de Orientalistas en Moscú,  y al año siguiente, se publicó una encuesta de su trabajo en National Geographic .  Continuó dando conferencias sobre su trabajo en la Universidad de Londres y fue elegida miembro correspondiente del Instituto Arqueológico Alemán en Berlín. Goell regresó a Nemrud Dagh en 1963 y comenzó dos años de exploración geofísica del sitio, con la esperanza de encontrar la tumba de Antíoco I de Comagene; estos intentos no tuvieron éxito. 
El trabajo de Goell en Nemrud Dagh arrojó nueva luz sobre las tendencias religiosas durante el reinado de Antíoco I (70 a. C. – 38 a. C.). En este período, la cultura de la región se vio afectada por varias tradiciones, incluidas las culturas babilónica, helenística y de Anatolia. Las excavaciones de Goell documentaron la influencia de los cultos de misterio de "salvación" durante este período de transición entre el paganismo y el cristianismo. 

## Samosata
En 1964, Goell dirigió su atención a la antigua ciudad de Samósata, dirigiendo una investigación sobre la estratigrafía del montículo en el sitio, con 40 metros de depósitos arqueológicos de miles de años de ocupación del sitio;  esta iba a ser la primera de las tres temporadas que pasó allí.  En 1965, narró una película sobre Nemrud Dagh para la National Geographical Society, y pasó gran parte del resto del año tratando de terminar el informe de la expedición de Nemrud Dagh. Permaneció en Nueva York en 1966, trabajando en material de Samosata, así como en el informe de la expedición Nemrud Dagh.  En 1968, aunque William Albright animó a Goell a publicar el primer volumen del informe Nemrud Dagh, ella no lo hizo, sintiendo que las contribuciones de Dörner y John Young (que estaba trabajando en la escultura del sitio) estaban incompletas. En el mismo año, viajó a Irán para trabajar en material comparativo para las excavaciones de Samosata y para visitar Persépolis. 

## Vida posterior
En febrero de 1970, se le dijo a Goell que ASOR había establecido un límite de tiempo de un año para completar la publicación de Nemrud Dagh. Goell pasó gran parte de los siguientes cinco años trabajando en el manuscrito del informe, aunque se avanzó poco. Sin embargo, se las arregló para hacer arreglos con el Departamento de Antigüedades de Turquía para que comenzaran los trabajos de restauración en Nemrud Dagh. En 1973, Goell visitó a Nemrud Dagh por última vez. 
En 1976, las piernas de Goell se paralizaron mientras estaba en Alemania; se descubrió que tenía un tumor en la columna vertebral que requirió cirugía inmediata. Se recuperó primero en el hospital de Münster y luego en la casa de su hermana en Florida, antes de regresar a Nueva York. Allí, preparó un informe sobre las excavaciones en Samosata para la National Geographical Society y planeó nuevas expediciones a Nemrud Dagh. En abril de 1978, los médicos dictaminaron que Goell estaba lo suficientemente bien como para regresar a Turquía, donde pasó la segunda mitad del año trabajando.
Goell continuó trabajando en el informe sobre las excavaciones en Nemrud Dagh hasta que sufrió un derrame cerebral en 1983. No completó el informe durante su vida, ni descubrió la tumba del rey Antíoco.  Murió en la ciudad de Nueva York el 18 de diciembre de 1985, después de un largo período de enfermedad. Sus documentos fueron entregados a la Universidad de Harvard por su hermano Kermit, y se encuentran allí en la Biblioteca Schlesinger y el Museo Semítico. En 1990, Goell recibió póstumamente una maestría en reconocimiento a su trabajo sobre la historia de Commagenian. En 2006 se produjo un documental sobre la vida de Goell, Queen of the Mountain. 

## Trabajos mencionados
- Cook, Joan (21 de diciembre de 1985). «Theresa Goell, 84: Archeologist Known for Work in Turkey». The New York Times. Consultado el 24 de octubre de 2017.
- Gates, Anita (25 de marzo de 2006). «Examining the Life of Tess Goell, a Pioneering Archaeologist». The New York Times. Consultado el 24 de octubre de 2017.
- Mellink, Machteld J. (1978). «Archaeology in Asia Minor». American Journal of Archaeology 82 (3): 315-338. doi:10.2307/504461.
- Moormann, Eric M.; Versluys, Miguel John (2005). «The Nemrud Dağ Project: Third Interim Report». Babesch 80 (1).
- Moseley, Eva S. (2000). «Goell, Theresa Bathsheba». American National Biography (Oxford: Oxford University Press). ISBN 978-0-19-860669-7. doi:10.1093/anb/9780198606697.article.1401003.
- Sanders, Donald H.; Gill, David W. J. (2004).  Cohen, Getzel M.; Joukowsky, Martha Sharp, eds. Breaking Ground: Pioneering Women Archaeologists. Ann Arbor: University of Michigan Press. ISBN 978-0-472-11372-9.
- «Personal Information for Theresa Goell». Jewish Women's Archive. Archivado desde el original el 19 de enero de 2012. Consultado el 24 de octubre de 2017.

- Datos: Q2419522